# Сурск
Сурск (на руски: Сурск) е град в Русия, разположен в Городищенски район, Пензенска област. Населението му към 1 януари 2018 година е 6254 души.